# Коробово (Ленинский район)
Коробово — деревня в Ленинском городском округе Московской области России. 
До 2006 года деревня входила в Горкинский сельский округ Ленинского района, а с 2006 до 2019 года в рамках организации местного самоуправления включалась в Молоковское сельское поселение Ленинского муниципального района.
С 2019 года входит в Ленинский городской округ.

## Расположение
Деревня Коробово находится примерно в 8 км к востоку от центра города Видное у автодороги, ведущей к аэропорту Домодедово. Рядом с деревней берёт начало река Людовна.

## Население
| 2002 | 2006 | 2010 |
| ---- | ---- | ---- |
| 123  | ↗129 | ↗202 |

Согласно Всероссийской переписи, в 2002 году в деревне проживало 123 человека (50 мужчин и 73 женщины). По данным на 2005 год в деревне проживало 129 человек. По данным на 2010 год — 202 человека.
| 2002 | 2006 | 2010 |
| ---- | ---- | ---- |
| 123  | ↗129 | ↗202 |

## История
Одна из самых старых деревень ближайшего юго-восточного Подмосковья, расположенная на южном берегу правого притока реки Людовна, берущей свое начало в лесном массиве Коробовского лесопарка. Впервые упоминается не позднее 1494 года в документе Симонова монастыря как деревня Коробовская. Летописное упоминание о ней, относится как земельный спор о принадлежности этой земли и дороги вдоль нее, между настоятелем Симонова монастыря игуменом Мартирием  и местными землевладельцами Иваном Тверетиновым и Андреем Оклячеевым. Согласно последним архивным исследованиям  монастырь официально получил этот земельный надел в самом начале 1490-х годов по грамоте князя Ивана Юрьевича Патрикеева - родовитого боярина двора князя Московского Ивана III Васильевич (Великого). Однако, обитель пользовалась этой землей с 1440-х годов и до возникшего спора. В 1494 году "старо жилец" Елка Сьянов - свидетель со стороны монастыря в том споре показывает, что "...земля та была Федора Дютко". (Боярин Федор Александрович Дютко из рода Кобылиных, родился ок. 1370 г). Затем земля перешла его сыну Ивану Федоровичу Дютко (1399 - 1427), после - внуку Федору Неплюй (род. в 1425 году и с двухлетнего возраста воспитывался своим дядей, князем Косицкий) который, видимо, потерял документ на право пользования Коробовским наделом. Вследствие этого ему пришлось вновь "бить челом Великому Князю" на эту землю, к тому времени заброшенную и превратившуюся в пустошь. Однако Федор Иванович Неплюй освоить эту пустошь не смог, и попытался передать (или продать) ее для заселения Гавриле Сьянову. Этого не удалось сделать и ему, поскольку владение находилось "..на дороге где татьба велика" (разбой, воровство) и "люди не захотели сесть" (поселиться) на той земле. "... да и послы татарские тою же дорогою ходили".  Последняя фраза, надо полагать, намекает на бесчинства творимые посольской свитой или ее охраной. В конечном итоге Коробовская земля окончательно перешла к Симонову монастырю, который и начал ее освоение. В те годы Симонов монастырь был самым крупным и богатым в городе Москве. Власти монастыря в 1522 году жаловались Великому Князю Московскому Василию III Ивановичу, что принадлежавшую обители деревню Коробовскую "... татарове (татары) выжгли и вывоивали (развеяли), а крестьян в полон вывели (плен увезли)". В 1543 году архимандрит Симонова монастыря жаловался Царю Ивану Васильевичу (Грозному) на действия Фроловских ямщиков из села Ям, которые с крестьян дер. Коробовской "... емлют (имеют) по все дни, под гонцы (езду) подводы многие, и в том крестьянам от ямщиков чинится нужда и обида великая". В ответной грамоте Царя Ивана Грозного монастырю было сказано "... крестьянам монастырского сельца Коробовского стоять на Яму только две недели в году".
В XVI - XVII веках Симонов монастырь входил в пояс укреплений защищавших подступы к Москве с юга. На этих землях не раз разыгрывались жестокие и кровопролитные битвы. Помнит Коробовская земля и нашествие крымского хана Девлет - Гирея в 1571 году, и нашествие хана Казы - Гирея в 1591 году. Деревня Коробово имевшая в те стародавние времена только деревянные строения несколько раз полностью горела. Жителей ее уводили в рабство в Крымскую землю, но всякий раз деревня возрождалась вновь.
Естественно дата - 1494 год свидетельствует только о более позднем, и лишь о летописном "рождении" деревни Коробово. Тогда как последующие археологические исследования обнаружили на этом месте большое количество вещественных доказательств, удостоверяющих что люди здесь жили задолго до этого упоминания. Так, например, исследования проведенные в 1995 году ведущими научными сотрудниками Института археологии РАН - докторами истор. наук Н.А. Кренке и А.А.Юшко, а также др. свидетельствуют, что к северу от нынешней застройки дер. Коробово, рядом со старой дорогой в село Мисайлово (по направлению к Глодниковскому оврагу) на правом берегу речки Людовна находится Коробовское городище. Это площадка размером 40 на 50 метров вытянута с севера на юг. Городище было хорошо защищено. С напольной стороны ее огибал дугообразный вал высотой 70 см.  С внешней стороны к нему примыкал ров, сейчас малозаметный. С юга  площадка ограничена оврагом, с запада - обрывом к реке. Культурный слой до 30 см. Это городище относится к раннежелезному веку. Как показали данные радиоуглеродного анализа угля, найденного в насыпе вала, оборонительное сооружение было возведено в I веке до н.э. и служило жителям городища не менее двух столетий. Кроме того, найденная сетчатая "текстильная" керамика, показывает ,что создавали эти предметы обихода представители дьяковской культуры (угро-финские племена) еще в более раннем периоде - в III до н.э. Жизнь на маленькой речке Людовна кипела с незапамятных времен. Кроме того было найдено самое первое Коробовское поселение (синхронное Симоновским монастырским актам), в 200 метрах к северу-западу от крайних участков деревни. При схождении трех оврагов, на площадке в 15,5 тыс. кв. м., найдены остатки деревянной постройки с развалом печи. Культурный слой здесь доходит до 40 см. Керамика - гончарная позднесредневековая. В районе деревни было выявлено и несколько курганных групп - мест древних захоронений. Все они по внешнему виду были отнесены к древнерусски памятникам домонгольского периода.
Словом, люди веками обживали землю по соседству с нынешней деревней Коробово. Этому способствовали речка, ручьи, родники в оврагах в изобилии имеющиеся в этих местах, а также леса и пашни, которые давали воду и пропитание древним жителям этого края. По находкам в курганах, селище и древнем городище можно судить как менялась здесь жизнь на протяжении многих столетий.
Со второй половины XVIII века деревня фигурирует в документах как Коробова. Название, предположительно, произошло от некалендарного личного имени Короб, или слова КОРОБ - традиционного русского ящика для хранения или переноски вещей. Короба были обычным предметом в крестьянском обиходе, отличались простотой изготовления из легких и дешевых материалов - ивовых прутьев или лыка. Жители данной местности с большим желанием и сноровкой изготавливали плетеные короба (корзины) для продажи их в окрестных деревнях и селах. Особой популярностью эти легкие короба пользовались в каменоломнях возле села Съяново, и у ямщиков села Ям, в качестве места хранения вещей или продуктов во время длительного пути.
В 1781 году деревня Коробова вошла в состав Островской волости Подольского уезда. Московской губернии, с административным центром в селе Остров. Война 1812 года существенным образом отразилась на жизни крестьян деревни Коробова. 2 сентября в 4 часа по полудни в г. Москву вошли французские войска. Наполеон распорядился, чтобы Москва была занята только гвардейскими войсками маршала Мюрата, строжайше запретив отлучаться с мест расположения солдатам других частей, которые расположились за городской чертой. Французские солдаты и не спешили в охваченную пожарами Москву. Они занялись привычным для себя делом - грабежами и мародерством, которые приняли в волостях, селах и деревнях на юге Москвы массовый характер.
8 сентября "...отряд численностью свыше 1000 человек французской кавалерии, с повозками, вошел в село Остров для подкормки. Они пустились грабить рыская по селу, стреляя из ружей и пистолетов куда попало".
19 сентября "...французскими солдатами было ограблено и подожжено казенное сельцо Мисайлово и деревня Коробова".
20 сентября "... приехало в село Остров 28 французских гвардейцев и приказали молотить овес, а сами между тем пустились вновь грабить сельцо Мисайлово и ближайшие к нему деревни Караваева и Коробова. Перед их приходом мисайловские  крестьяне, а также ближайших сел и деревень, истребили 40 человек французских грабителей и побросали их в лесу. Наехав на сей след, французские гвардейцы прискакали обратно в село Остров, искали управляющего, грозились его убить".
"...С 2 октября по 7 число ездили из Москвы по 300-400 французов грабить и забирать все что можно. Прослышав о дальнейшем похоже они хотели запастись на дорогу и пости всегда оставляли здесь свои головы. В сии дни крестьяне ближайших сел и деревень истребили до 100 французов, и кроме того взяли в плен - 8 человек". 
Эти незамысловатые, но яркие воспоминания управляющего имением Петра Чернобаева свидетельствующие, что происходило в деревнях и селах к югу от Москвы и в Островском имении Орловых, не нуждаются в комментариях. По мере того, как усиливались бесчинства захватчиков, росла и ненависть к ним, и борьба становилась смертельной, закончившаяся полным разгромов французских войск.
28 июня 1887 года в 3-х километрах к югу от деревни Коробова, в имении графини Александры Петровны Головиной, в селе Лукино был освящен и торжественно открыт Крестовоздвиженский Иерусалимский женский монастырь. В 1899 году в деревне проживало 424 человека.
В самом начале XX века, в 1900 году в деревне Коробова для детей была открыта начальная школа.
Революционные события 1917 года обошли жителей деревни стороной.
12 июля 1929 года в связи с упразднением волостей, уездов и губерний, деревня Коробова вошла в состав вновь образованного Ленинского района Московской области с райцентром в поселке Ленино – Дачное. В феврале 1930 года в деревне был образован колхоз, избран сельский совет, было проведено электричество. Впоследствии - 21 августа 1936 года сельсовет был упразднен.
19 сентября 1939 года дачный посёлок Ленино-Дачное был преобразован в рабочий посёлок Ленино с сохранением за ним статуса административного центра Ленинского района.
Война 1941-1945 годов также существенно отразилась на повседневной деятельность жителей деревни. Почти не осталось в ней мужчин, на полях и в хозяйстве их заменили женщины и подростки. На фронт они отправляли выращенные в хозяйстве овощи и картофель, мясо и сено.
Для защиты столицы и прилегающих районов по решению Государственного Комитета Обороны от 12 октября 1941 в связи с приближением фронта была создана Московская зона обороны, в состав которой, в том числе, входили и ряд укрепрайонов. Оборонительные рубежи зоны обороны строились и на ближних подступах к Москве. Строительство их было начато 1 ноября 1941 г. и закончено 1 января 1942 г. Для строительства, в качестве трудовой повинности, привлекались местные колхозники, рабочие районных предприятий и заводов, гужевой и автотранспорт предприятий районов и колхозов.
15 февраля 1942 года Краснопресненским военкоматом г. Москвы закончил свое формирование 156 Укрепленный Район, и как боевая единица был включен в состав войск Московской Зоны Обороны. С 29 февраля 1942 года в состав 156 Укрепрайона прибывает ряд новых отдельных пулеметно-артиллерийских батальонов (ОПАБ) в том числе и 415 ОПАБ. Штаб 415 батальона  находился в здании сельского совета деревни Горки Ленинские. Позиции его пулеметных рот и артиллерийских батарей располагались в лесном массиве, в районе деревень Коробова, Витовка, Лукино, Чурилково. Подразделения 415 отдельного батальона находились на данных позициях до августа 1942 года, затем батальон был придан 119 укрепрайону 33 Армии и передислоцирован на Валдай. Впоследствии батальон воевал в составе 50 Армии 1-го Белорусского фронта. Освобождал Прагу и брал Берлин.
В ноябре 1942 года колхозники деревни Коробова поддержали инициативу жителей Ленинского района о сборе денежных средств о постройки танковой колонны «Московский колхозник». Первая часть колонны (21 танк КВ-1с) изготовленная на средства колхозников района, 10 декабря 1942 года была передана танковым экипажам 14-го гвардейского танкового полка прорыва. 26 декабря полк убыл в состав 65 Армии Донского фронта в город Сталинград. В январе 1943 года 14 гвардейский полк был придан 24 стрелковой дивизии.
В марте 1943 года председателем Коробовского колхоза был избран бывший бригадир колхозной бригады «им. 9 января» села Зюзино Александр Николаевич Гусев.
Отгремела война. Стремительно стала развиваться деревня после войны. Коробовский колхоз был ликвидирован. Следующей важной вехой в жизни жителей стало вхождение в колхоз им. «Владимира Ильича». В 1953 году все крестьянские хозяйства и пахотные земли вокруг деревни вошли в состав одного из лучших и образцовых хозяйств области - колхоза им. «Владимира Ильича» (село Горки Ленинские). Деревня хорошела и благоустраивалась. Здесь был сооружен животноводческий комплекс на 150 голов рогатого скота, для обеспечения его автопоилок водой пробурена артезианская скважина, построены новая электроподстанция и водозаборный узел. Дорога, ведущая к деревни от Зеленого шоссе получила покрытие из железобетонных дорожных плит. Колхозникам начали выдавать беспроцентные ссуды для строительства жилых домов и подсобных сооружений.
С середины 1950 годов деревня стала именоваться Коробово с буквой «о» в конце слова.
Начало строительства, по счету второго на то время в Московской области, аэропорта Домодедово - также существенно отразилось на жизнедеятельности деревни. Датой основания аэропорта принято считать 13 ноября 1954 года. В этот день Советом Министров СССР было принято о начале строительства новой воздушной гавани столицы. Дорога в аэропорт Домодедово (А 105) была запроектирована и строилась по существующему с конца 13 века Колычевскому тракту, через лес и далее по колхозным полям, вдоль опушки Коробовского леса. На автомобильной трассе А-105 вблизи деревни была построена и открыта автобусная остановка, что позволило решить проблему транспортной доступности жителей Коробово с городом Москвой.
17 августа 1960 года после расширения г. Москвы до границ МКАД и вхождения северной части Ленинского района вместе с посёлком – райцентром Ленино (давшим название району) в состав столицы (ныне Царицыно), деревня Коробово вошла в состав Горкинского сельского совета Ульяновского района (с 1 февраля 1963 года - Ленинского района) Московской области.
В 1974 году для орошения пахотных колхозных земель животноводческого комплекса деревни, в овраге долины речки Людовны, было начато сооружение плотины для рукотворного Коробовского пруда и насосной станции возле нее.
Летом 1975 года Коробовская деревенская школа, просуществовавшая 75 лет была закрыта.
В 1994 году дер. Коробово входит в состав Горкинского сельского округа. К этому времени деревня была полностью газифицирована и осуществлено централизованное водоснабжение жилых домов.Также вблизи деревни на бывших колхозных полях началось строительство двух коттеджных поселков «АМО» и «ЭКОЛОГИЯ». 28 февраля 2005 года в связи с упразднением сельских округов, дер. Коробово вошла в состав Молоковского сельского поселения Ленинского муниципального района.
5 августа 2019 года Ленинский муниципальный район (последний из оставшихся в Московской области) был упразднён, все входившие в его состав городские и сельские поселения объединены в одно муниципальное образование — Ленинский городской округ. Деревня Коробово вошла в состав Ленинского городского округа Московской области.
В 2021 году вблизи деревни Коробово начато строительство крупного жилого комплекса «Горки Парк». Застройщик группа компаний «Самолет». На территории более 130 гектаров к 2033 году построят 49 жилых корпусов комфорт - класса на 27 тысяч жителей. Предусмотрена постройка 3-х общеобразовательных школ на 3700 учеников. 6-и детских садов и дошкольных образовательных учреждений на 1800 мест. Двух поликлиник (детская и взрослая), физкультурно-оздоровительного комплекса.
С начала 2022 года в Коробовском лесопарковом участке были начаты геодезические работы по изучению возможности строительства новой платной автодороги, параллельно существующей МКАД. Данная автотрасса запроектирована в 1,5 км. севернее исторической части деревни за просекой линии газопровода Саратов-Коломна-Москва (не пересекая ее). Южный дублер МКАД-а, восьми полосная магистраль Внуково-Видное-Лыткарино-Железнодорожный пройдет через старинное Коробовское городище и по группе Коробовских курганов - древнерусских памятников до монгольского времени.